# Hylaeus procurvus
Hylaeus procurvus is een vliesvleugelig insect uit de familie Colletidae. De wetenschappelijke naam van de soort is voor het eerst geldig gepubliceerd in 1939 door Rayment.